# Juillet 1792

## Événements

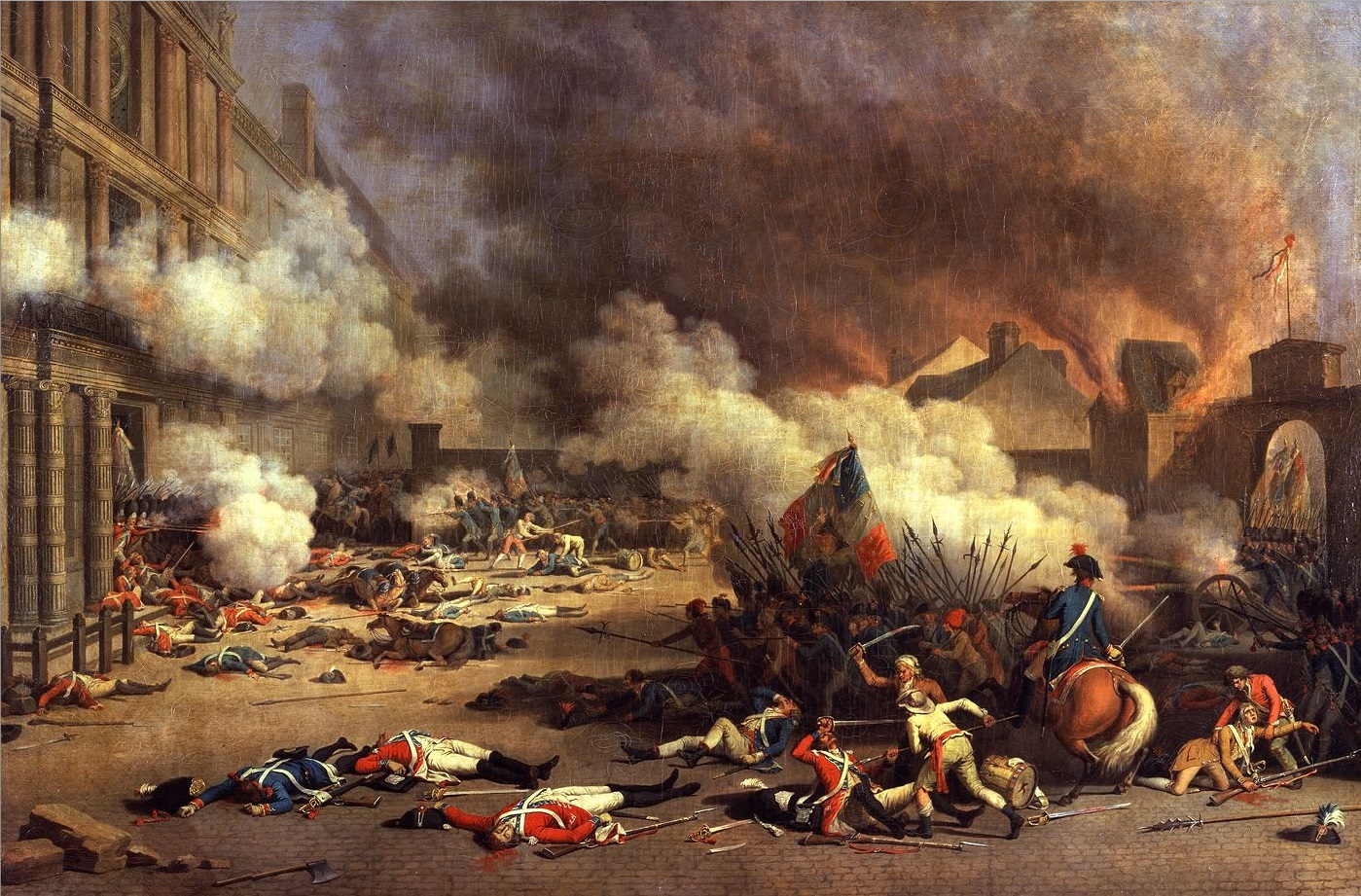
Journée du 10 août 1792 : La prise des Tuileries

- 7 juillet, France : Baiser Lamourette, tentative d'union nationale à l'Assemblée.

- 10 juillet, France :
  - démission des ministres feuillants.
  - révolte de Fouesnant.

- 11 juillet, France : proclamation de la patrie en danger par l'Assemblée législative.

- 12 juillet, France : levée de volontaires.

- 12 - 13 juillet, France : dispersion de “ l'armée catholique du Midi ”, réunie au camp de Jalès (royalistes), par les gardes nationales du Gard et de l'Ardèche.

- 14 juillet :
  - traité d'alliance de Saint-Pétersbourg entre la Russie et l'Autriche[1].
  - France : seconde fête de la Fédération, à laquelle participent illégalement les fédérés, qui restent pour la plupart à Paris après la fête.

- 18 juillet : bataille de Dubienka.

- 19 juillet, France : les bataillons de la garde nationale sont réduits de 60 à 48 et affectés à chaque section.

- 25 juillet : manifeste de Brunswick au peuple de Paris, comportant des menaces en cas d’outrage à la famille royale, lancé de Coblence et signé par le commandant en chef des armées prussiennes et autrichiennes, Charles Guillaume de Brunswick[1].. Arrivée des contingents de fédérés “ Bretons ”. Les 48 sections parisiennes sont autorisées à siéger en permanence par décret.

- 30 juillet, France : arrivée des contingents de fédérés “ Marseillais ” qui popularisent le Chant de guerre pour l'Armée du Rhin.

## Naissances
- 8 juillet : Joseph Bates, cofondateur de l'Église adventiste du septième jour.
- 21 juillet : William Sharp Macleay (mort en 1865), entomologiste britannique.
- 27 juillet : Polydore Roux (mort en 1833), peintre et naturaliste français.
- 29 juillet : Peter von Hess, peintre allemand († 4 avril 1871).